# Frederick Holmes
Frederick William Holmes (Cosford, 9 augustus 1886 - City of London, 9 november 1944) was een Brits touwtrekker. 
Holmes won samen met zijn collega's van de Londense politie tijdens 1920 olympisch goud in Antwerpen, door alle drie de wedstrijden met twee tegen nul te winnen.
1900: Aabye, Schmidt, Winckler, Nilsson, Söderström, Staaf ·
1904: Olson, Johnson, Seiling, Magnusson, Flanagan ·
1908: Barrett, Goodfellow, Humphreys, Hirons, Ireton, Merriman, Mills, Shepherd ·
1912: Andersson, Bergman, Edman, Fredriksson, Gustafsson, Jonsson, Larsson, Lindström ·
1920: Canning, Holmes, Humphreys, Mills, Sewell, Shepherd, Stiff, Thorn